# Nipponentomon kamui
Nipponentomon kamui är en urinsektsart som beskrevs av Imadaté 1965. Nipponentomon kamui ingår i släktet Nipponentomon och familjen lönntrevfotingar. Inga underarter finns listade i Catalogue of Life.